# Shinya Tomita
Shinya Tomita (Kyoto, 8 mei 1980) is een voormalig Japans voetballer.

## Carrière
Shinya Tomita speelde tussen 1999 en 2005 voor Kyoto Purple Sanga.